# Дьячков, Илларион Артемьевич
Илларион Артемьевич (Арсеньевич) Дьячков (1768 — 1818) — полковник, герой Кавказских походов.

## Биография
Родился в 1768 году, происходил из дворян Мариупольского уезда Екатеринославского наместничества, сын отставного поручика.
27 февраля 1791 года принят на военную службу в гарнизонный батальон крепости св. Дмитрия и 1 марта был назначен каптенармусом. Уже 6 марта был переведён во 2-й батальон Кубанского егерского корпуса, где 1 сентября получил чин сержанта.
При переформировании Кубанского егерского корпуса в отдельные егерские батальоны и полки Дьячков 21 августа 1797 года был назначен на службу в 17-й егерский (будущий Эриванский карабинерный) полк. 21 сентября 1799 года получил чин подпоручика и 9 ноября 1799 года стал поручиком 2-го батальона.
7 ноября 1800 года за сражение с горцами, находившимися под предводительством Омар-хана Аварского, на реке Иоре Дьячков был награждён кавалерским крестом ордена Св. Иоанна Иерусалимского.
В 1804 году при штурме Гянджи Дьячков со своей ротой первым преодолел ров, перетащил через вал лестницы и взобрался по ним на крепостную стену. Затем он перешёл по стене к главным воротам на поддержку главных сил. В последовавшей схватке он был ранен. За это дело Дьячков получил орден Св. Анны 3-й степени.
В начале русско-персидской войны Дьячков находился в отряде майора Лисаневича и за отличие в сражении 11 июня 1805 года получил Высочайшее благоволение. В сражении 14 и 15 июня 1810 года при Миграх Дьячков с ротою егерей выбил неприятеля из передовых засек и овладел тремя укреплениями. Здесь он заслужил орден Св. Владимира 4-й степени с бантом. За сражение 5 и 6 июля на Араксе он получил орден Св. Анны 2-й степени.
Наконец за сражение при Асландузе и последующий 20 октября 1812 года штурм этой крепости Дьячков 13 февраля 1813 года был награждён орденом Св. Георгия 4-й степени (№ 1180 по кавалерскому списку Судравского и № 2548 по списку Григоровича — Степанова)
19-го октября был с егерями на правом фланге при нападении неприятеля и в штыки опрокинул его, а 20-го — будучи комаидирован с батальоном обойти неприятеля и атаковать от Аракса, исполнил приказание в точности, ударил на неприятеля, обратил его в бегство и потом при взятии Асландуза поступил с таким же успехом, как и во всех делах.
9 марта 1813 года Дьячков по представлению генерала Котляревского был назначен командиром Грузинского гренадерского полка, 29 августа того же года произведён в подполковники (за отличие в Талышинской экспедиции 1812 года) и 30 августа 1816 года получил чин полковника.
Скончался летом 1818 года, из списков исключён 25 августа.